# オッド・グリューナー＝ヘッゲ
オッド・ラグナー・グリューナー＝ヘッゲ（Odd Ragner Grüner-Hegge, 1899年9月23日 - 1973年5月11日）は、ノルウェーの指揮者。

## 経歴
1899年、クリスチャニア生まれ。7歳の時にエドヴァルド・グリーグに才能を認められ、後にフリチョフ・バッカー＝グレンダールにピアノ、オット・ヴィンテ＝イェルムとグスタフ・フレドリク・ランゲに作曲、フェリックス・ワインガルトナーに指揮法を学んだ。
1917年にクリスチャニアで作曲家としてデビューし、翌年にはピアニストとして音楽活動を開始し、1928年には指揮者としてデビューしている。1931年にオスロ・フィルハーモニー管弦楽団の指揮者陣に加わり、1945年から1961年まで同オーケストラの音楽監督を務めた。1961年から1970年まで、ノルウェー国立歌劇場の総監督を務めた。
1973年、オスロで死去。